# Globo oscuro
El Globo Oscuro es una cualidad innata de los drows o elfos oscuros, raza que se puede encontrar en contextos literarios de carácter fantástico, por la cual son capaces de convocar una esfera de oscuridad impenetrable en una determinada zona. Este globo de oscuridad es temporal y anula completamente la visión normal e infravisión de los situados dentro del mismo. Es un poder muy recurrido por los drow, ya que estos son entrenados durante toda su vida para combatir en esta clase de situaciones. El oponente seguramente se encuentre desorientado y dé golpes a ciegas, lo cual supone una gran ventaja para el avezado drow.
- Datos: Q5881129